# 立陶宛裔加拿大人
立陶宛裔加拿大人為立陶宛裔的加拿大人，2006年統計顯示約有46000人。立陶宛人在加拿大最早的紀錄為1813年至1815年駐加拿大英軍中的立陶宛士兵，20世紀起有立陶宛人因經濟因素移民加拿大，1941年統計顯示加拿大有近8000名立陶宛人；第二次世界大戰結束後出現第二波移民潮，多為逃避蘇聯統治而來，1951年加拿大已有16000名立陶宛人，1961年則增至28000人；1990年立陶宛獨立後又有第三波移民潮持續進行中。
立陶宛裔加拿大人有三分之二居住在多倫多，此外南安大略（特別是密西沙加與哈密爾頓）、魁北克省的蒙特婁、亞伯達省、緬尼托巴省和新斯科舍省也有些立陶宛裔社群。第一波與第二波移民多信仰羅馬天主教，第三波移民中有些信仰立陶宛的傳統信仰洛姆瓦。
立陶宛裔加拿大人協會（Kanados Lietuvių Bendruomenė）為最大的立陶宛裔加拿大人組織，在加拿大各地共有17個分會。